# Portada/article gener 23

## Xavier Miserachs i Ribalta
Xavier Miserachs i Ribalta (Barcelona, 12 de juliol de 1937 – Badalona, 14 d'agost de 1998) fou un fotògraf català. Estudià medicina a la Universitat de Barcelona, però deixà els estudis per la fotografia. Exposà a Barcelona des del 1956. La seva obra té reminiscències del neorealisme i és representativa dels anys de la represa econòmica espanyola dels anys 1950-1960. En les seves fotografies demostra tenir una mirada pròpia com a creador d'una imatge renovada de la ciutat i de la seva gent. Ha exercit mestratge sobre d'altres fotògrafs de la seva generació, com Colita. El 1998 va rebre la Creu de Sant Jordi de la Generalitat de Catalunya.